# Herbert Muck
Herbert Muck (* 1924 in Wien; † 1. Februar 2008 in Pöttsching) war ein österreichischer Autor, Kunsthistoriker und Theologe mit den Schwerpunkten Liturgie und Architektur.

## Leben
Herbert Muck studierte in Wien, München, Barcelona und Innsbruck Philosophie und Theologie, Archäologie, Kunstwissenschaft und Kunstgeschichte. 1960 wurde er an die Akademie der bildenden Künste Wien berufen, wo er von 1973 bis zu seiner Emeritierung im Jahr 1994 das Institut für Kirchenbau und Sakrale Kunst leitete.
Muck war mit der bildenden Künstlerin Brigitte Hatz verheiratet. Sein jüngerer Bruder war der Jesuit und Theologe Otto Muck.